# Fulgurodes luparia
Fulgurodes luparia är en fjärilsart som beskrevs av Achille Guenée 1858. Fulgurodes luparia ingår i släktet Fulgurodes och familjen mätare. Inga underarter finns listade i Catalogue of Life.